# Yaginumaella strandi
Yaginumaella strandi là một loài nhện trong họ Salticidae. Loài này được phát hiện ở Bhutan.